# Аліна й Костомаров
«Аліна й Костомаров» — перша в українській літературі романізована біографія, написана Віктором Петровим (В. Домонтович) і видана 1929 року в Харкові.

## Герої
- Микола Костомаров
- Аліна Крагельська
- Тетяна Петрівна — матір Костомарова
- Анеля Устинівна (пані Крагельська) — матір Аліни
- Хомка — слуга сім'ї Костомарових
- Данило Мордовець — близький і довголітній приятель Костомарова
- Леонтій Васильович Дубельт — управитель Третього відділення, член головного управління цензури і секретного комітету
- Марко Дмитрович Кисіль — поміщик, чоловік Аліни
- Соня і Юля — діти Марка Дмитровича та Аліни.

## Жанрові особливості
Віктор Петров вводить в українську літературу новий жанр — романізовану біографію. Як зазначає дослідниця життя та творчості автора Віра Агеєва, у романізованих біографіях виявлено раціоналістичні, дослідницькі інтенції автора, тут у нього більше можливостей для гри та для аналітичних побудов. Юрій Шевельов схильний не виокремлювати романізовані біографії із загальної творчої спадщини Домонтовича. Він розглядає їх у контексті єдиного ідейно-художнього цілого, що, серед іншого, характеризується ще й схильністю автора реагувати на прочитане написанням власного твору на тому ж фактичному матеріалі. Соломія Павличко вважає зацікавлення Домонтовича жанром балетризованої біографії частиною загального дискурсу демістифікації історії української літератури, притаманного неокласикам.
До особливостей літературної біографії належать також: психологічний аналіз особливості, суб'єктивізм письменника, наближеність хронотопу літературної біографії до тих історичних умов, в яких жив головний герой.

## Сюжет
На початку роману Миколі Костомарову вже 28 років. Він — вчитель історії у «Зразковому пансіоні» m-me де-Мальян. Аліні тоді всього 15 років, вона учениця випускного класу. Після заверешення навчанню Аліна з сім'єю вирушили до Одеси. Зустрілися герої саме там, хоча Микола Іванович не знав, що Крагельські переїхали в це місто. Пані Крагельська спочатку не дуже прихильно ставилася до пансіонного вчителя, втім його уміння весело та невимушено спілкуватися незабаром зацікавило жінку. Як тільки родина повернулася до Києва, Костомаров почав часто відвідувати її будинок на Госпітальній вулиці. Матір прихильно поставилася до таких відвідин, оскільки хотіла, щоб доньки присвячували вільний час серйозній науковій літературі та вдосконалення у музиці. А Микола Іванович якраз і розмовляв з Аліною щодо прочитаних книжок та захоплено слухав Алінину музику. Згодом чоловік зробив дівчині пропозицію побратися. Заручини відбулися 13 лютого (13 — улюблене число Костомарова). Наречений подарував коханій книгу про унію та збірку власних поезій «Гілка». Окрім того, він привозить їй «Наслідування Христу», французький переклад твору Хоми Кемпійського, англійського середньовічного містика. Перед запланованим одруженням Костомаров дарує нареченій книжку, в якій проповідується принадність чернечого життя.
| Ліві лапки | Бравши шлюб, він благав наречену не про кохання, а про зречення його. | Праві лапки |

Із 1846 року Костомаров живе на Хрещатику, а у нього часто збираються Шевченко, Білозерський, Гулак, Маркович — ті, кого пізніше називатимуть Кирило-Мефодіївським товариством. Костомаров писав політичні прокламації, але сам у них не вірив. 1847 року вчений займався дослідженням Хмельниччини, збирав народні пісні, але й тут сумнівався у доцільності такої діяльності. Незабаром Костомарова арештували. У день, коли мало відбутися вінчання, Миколу Івановича в закритому екіпажі везли з подільської частини додому, щоб він попрощався з матір'ю й нареченою, а потім відправили до Петербурга. Оскільки Тараса Шевченка у період арештів не було в Києві, то він не знав про те, що весілля не буде. Поет приїхав до Києва у білому костюмі, щоб одразу ж піти на вінчання. У такому вбранні він і був арештований.
Після тривалих пошуків Аліна дізналася, що Костомарова утримують у III відділі власної його величності канцелярії, а помічником начальника цієї канцелярії є генерал Леонтій Васильович Дубельт, з яким давно знайома пані Крагельська. Через рік перебування у Петропавлівській в'язниці, Микола Іванович опинився на засланні в Саратові. Там він захоплюється магнетизмом і сомнамбулізмом, читає романтиків, культивує та розвиває в собі неіснуючі хвороби.
| Ліві лапки | Він — ніщо; злочинець, що перебуває під секретним доглядом, перекладач, якому нема чого перекладати, вигнанець без прав, з якого можна знущатись, ставлячи його на одну дошку з карними злочинцями та власницями публічних домів. | Праві лапки |

У цей час пані Крагельська дізнається, що матір Костомарова — колишня кріпачка, а Микола Іванович приховував своє походження. Через це матір Аліни почала знищувати усе, що пов'язано з Миколою Івановичем, а тому дівчина таємно надсилає листи коханому. Вона просить дозволу для Костомарова одружитися в Києві і навіть отримує його. Втім проблема полягала у самому Миколі Івановичу: він сповідував культ відреченої любові, його лякала перспектива шлюбу і рішучість та впертість Аліни. Від страждань дівчина захворіла, а потім від безвиході вийшла заміж за Марка Дмитровича Киселя, поміщика Прилуцького повіту.
У серпні 1873 року Костомаров поїхав до Києва на підготовчий попередній Археологічний з'їзд. Там П. П. Чубинський повідомив, що Аліна Леонтіївна Кисіль тепер вдова й мешкає в Дідівцях. Аліна вже мала трьох дітей, Миколі Івановичу особливо припала наймолодша донька. Через 26 років розлуки Костомаров запропонував Аліні повінчатися, але тривав піст і втілити задум не було можливості. Приятель професора Данило Мордовцев відмовляв товариша від шлюбу і сміявся з ймовірного подружжя, посилаючись на вік партнерів (57 і 43 роки). Коли роботи Археологічного з'їзду було закінчено, Микола Іванович з Аліною та її дочками 28 серпня 1874 року поїхав у Дідівці, а 8 вересня він вирушив до Петербурга, взявши з собою Соню Киселівну, яка вступила до Смольного училища.
На 8 вересня 1876 року було призначено вінчання Аліни й Костомарова. Але професор захворів на тиф, матір померла від запалення легенів. Аліна терміново прибула на Васильївський острів, де в цей час перебував професор. Саме їй і довелося сповістити чоловіка про смерть матері. Наприкінці квітня, коли Микола Іванович видужав остаточно, вони вдвох з Аліною вирушили спочатку до Києва, а потім у Дідівці.
9 травня року 1875 у Дідівцях Микола Іванович повінчався з сорокап'ятирічною Аліною, що вже виглядала старішою за свої літа. Бути дружиною Миколи Івановича виявилося непросто: ослаблений старець потребував як академічної допомоги, так і підтримки в побутових справах. Окрім того, чоловік з болем згадував покійну матір, а тому часто доходив до крайньої межі самообвинувачення, звинувачуючи себе в її смерті.
| Ліві лапки | … Весільний бенкет було справлено перед коханням, оберненим у трупне «ніщо». | Праві лапки |

## Репрезентація автора в тексті
У романі Віктор Домонтович наділяє своїх героїв рисами характреру, що притаманні йому самому. У зв'язку з Костомаровим зазначалося: «Зрештою, кожна людина, писавши про інших, пише тільки про себе». Соломія Павличко стверджувала, що для Віктора Домонтовича «роман був дзеркалом, у якому автор з інтересом роздивлявся себе самого, змінюючи маски».
У творі "Аліна й Костомаров"Домонтович постійно говорить про зречення в коханні, любов до далекої. Домонтович акцентує на свідомій відмові від одруження з Аліною, навіть попри те, що саме їй вдалося добитися дозволу на шлюб. Юрій Шевельов назвав сюжет відкладеного кохання прогностичним щодо долі самого автора, його стосунків із Софією Зеровою, з якою він одружився за рік до своєї смерті.
Близькою для автора була й тема упривілейованості для художника статусу маргінала, суспільного аутсайдера. Костомаров, як один із членів Кирило-Мефодіївського братства, був заарештований та засланий далеко від праці, друзів, коханої. Розправа радянського режиму з неокласиками, вважає Віра Агеєва, постає аналогією щодо розгрому братства.